# Skarpabborrtjärnen (Gåxsjö socken, Jämtland, 707585-146688)
Skarpabborrtjärnen är en sjö i Strömsunds kommun i Jämtland och ingår i Indalsälvens huvudavrinningsområde.